# Amstel Gold Race 1977

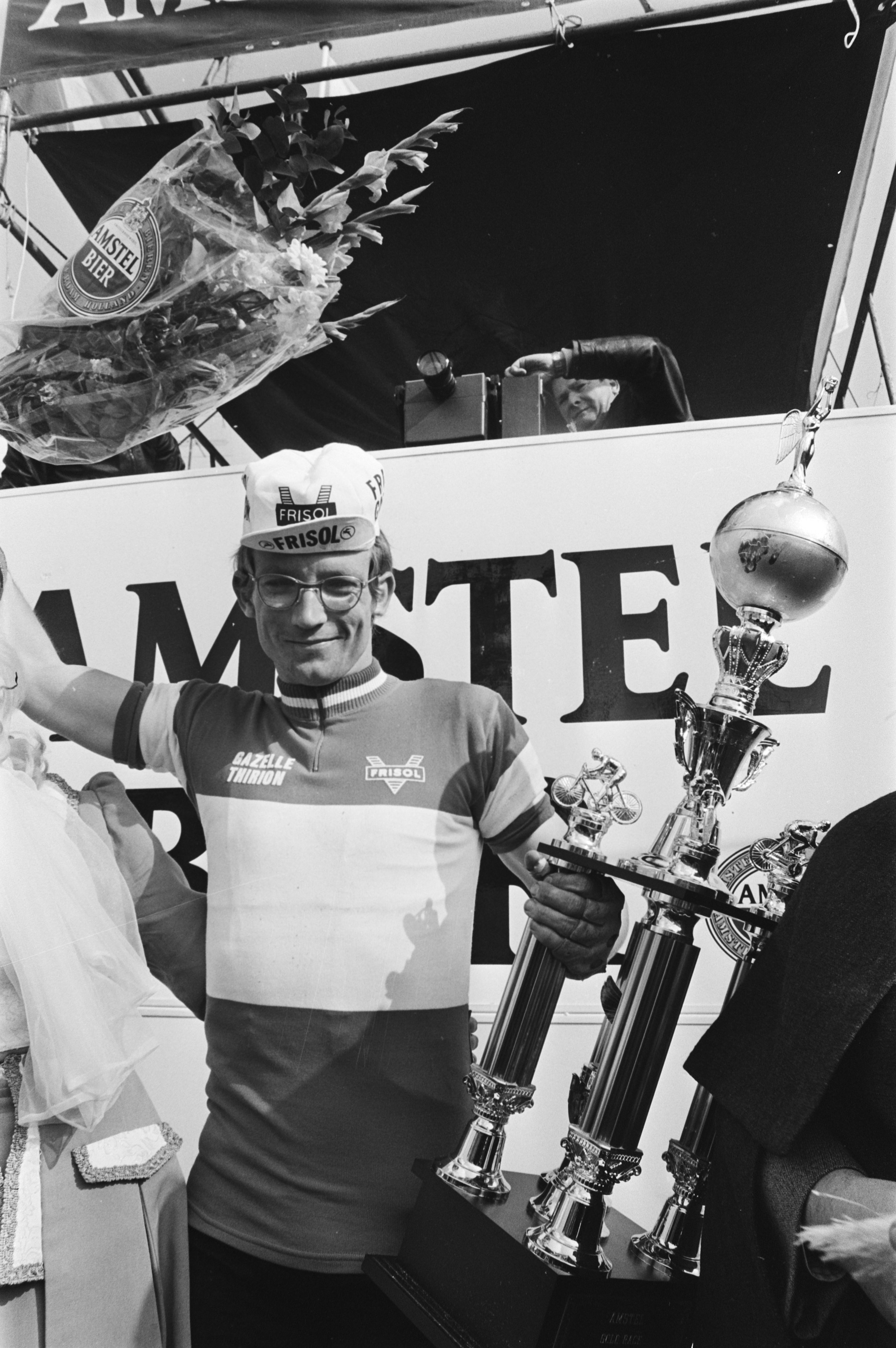
Jan Raas, vencedor de la prova.

L'Amstel Gold Race 1977 fou la 12a edició de l'Amstel Gold Race. La cursa es disputà el 9 d'abril de 1977, sent el vencedor final el neerlandès Jan Raas, que s'imposà a l'esprint als seus companys d'escapada en la meta de Meerssen. Aquesta fou la primera de les cinc victòries, quatre d'elles consecutives, que aconseguí Jan Raas en aquesta competició.
145 ciclistes hi van prendre part, acabant la cursa 54 d'ells.

## Classificació final
|    | Ciclista           | Equip                  | Temps      |
| -- | ------------------ | ---------------------- | ---------- |
| 1  | Jan Raas           | Frisol-Gazelle-Thirion | 5h 45' 55" |
| 2  | Gerrie Knetemann   | TI-Raleigh             | m. t.      |
| 3  | Hennie Kuiper      | TI-Raleigh             | m. t.      |
| 4  | Jos Schipper       | Ebo-Superia            | + 20"      |
| 5  | Freddy Maertens    | Flandria-Velda-Latina  | m. t.      |
| 6  | Roger de Vlaeminck | Brooklyn               | m. t.      |
| 7  | Francesco Moser    | Sanson                 | m. t.      |
| 8  | Walter Godefroot   | Ijsboerke-Colnago      | + 44"      |
| 9  | Eddy Merckx        | Fiat France            | m. t.      |
| 10 | Patrick Béon       | Peugeot-Esso-Michelin  | m. t.      |